# 西于王
西于王（？—前112年）是南越国时期的一位军事人物。
根据《汉书》的记载，他是交趾郡和九真郡一带的瓯雒人的酋长。前112年冬季，西汉派兵攻灭南越国之后，西于王仍然带兵反抗汉朝的统治。后来，属下的将佐黄同杀死了他并投降了汉朝，被封为下鄜侯。
中国学者认为，西于王是南越国朝廷册封给雒越酋长的一个诸侯头衔。一些越南学者认为西于王可能是安阳王的后裔。越南学者陈国旺则认为，西于王有自己的朝廷，其封地位于古螺城。